# Hartington (Nebraska)
Hartington település az Amerikai Egyesült Államok Nebraska államában, Cedar megyében, melynek megyeszékhelye is. Lakosainak száma 1517 fő (2020. április 1.).

## Népesség
A település népességének változása:

| 2010 | 1 554 |
| 2020 | 1 517 |